# 인디언헤드 (메릴랜드주)

인디언헤드(Indian Head)는 미국 메릴랜드주 찰스군의 타운이다. 인구 수는 2010년 미국 인구 조사 기준으로 3,844명이다. 1890년부터 총기와 로켓 추진체를 전문으로 하는 해군 기지가 있다.

## 인구
| 인구조사              | 인구  | Note | %±     |
| --------------------- | ----- | ---- | ------ |
| 1930년                | 1,240 |      | —      |
| 1940년                | 1,104 |      | −11.0% |
| 1950년                | 491   |      | −55.5% |
| 1960년                | 780   |      | 58.9%  |
| 1970년                | 1,350 |      | 73.1%  |
| 1980년                | 1,381 |      | 2.3%   |
| 1990년                | 3,531 |      | 155.7% |
| 2000년                | 3,422 |      | −3.1%  |
| 2010년                | 3,844 |      | 12.3%  |
| 2020년                | 3,894 |      | 1.3%   |
| U.S. Decennial Census |       |      |        |